# Rajd ELPA 1988
Rajd Elpa 1988 (13. Elpa-Halkidiki Rally) – 13 edycja rajdu samochodowego Rajd Elpa rozgrywanego w Grecji. Rozgrywany był od 28 sierpnia do 1 września 1988 roku. Była to trzydziesta runda Rajdowych Mistrzostw Europy w roku 1988 (rajd miał najwyższy współczynnik - 20) i szósta runda Rajdowych Mistrzostw Grecji. Składał się z 22 odcinków specjalnych.

## Klasyfikacja rajdu
| Miejsce                      | Kierowca                     | Pilot                        | Samochód                     | Czas                         | Strata                       |                              |
| Klasyfikacja generalna i ERC | Klasyfikacja generalna i ERC | Klasyfikacja generalna i ERC | Klasyfikacja generalna i ERC | Klasyfikacja generalna i ERC | Klasyfikacja generalna i ERC | Klasyfikacja generalna i ERC |
| ---------------------------- | ---------------------------- | ---------------------------- | ---------------------------- | ---------------------------- | ---------------------------- | ---------------------------- |
| 1.                           | Fabrizio Tabaton             | Luciano Tedeschini           | Lancia Delta Integrale       | 3:57:39                      | 0.0                          |                              |
| 2.                           | Ioánnis Vardinoyiannis       | Konstantinos Stefanis        | Lancia Delta Integrale       | 4:07:36                      | +9:57                        |                              |
| 3.                           | Stratis Hatzipanayiotou      | Kóstas Fertakis              | Nissan 200SX                 | 4:10:05                      | +12:26                       |                              |
| 4.                           | Fabio Arletti                | Leonardo Julli               | Lancia Delta Integrale       | 4:11:46                      | +14:07                       |                              |
| 5.                           | Konstantinos Apostolou       | Mihalis Kriadis              | Volkswagen Golf GTi 16V      | 4:15:26                      | +17:47                       |                              |
| 6.                           | Giorgos Meimaridis           | Tonia Pavli                  | Lancia Delta HF 4WD          | 4:21:06                      | +23:27                       |                              |
| 7.                           | Mario Panontin               | Flavio Zanella               | Lancia Delta HF 4WD          | 4:23:02                      | +25:23                       |                              |
| 8.                           | Piero Liatti                 | Maurizio Imerito             | Lancia Delta Integrale       | 4:32:22                      | +34:43                       |                              |
| 9.                           | Notis Giagnissis             | Giorgos Kerantzakis          | Toyota Corolla AE86          | 4:32:51                      | +35:12                       |                              |
| 10.                          | Soulis Englezos              | Nikos Kotsonopoulos          | Toyota Corolla AE86          | 4:37:25                      | +39:46                       |                              |